# AIM-260 JATM
AIM-260 Joint Advanced Tactical Missile (JATM) je řízená střela typu vzduch-vzduch pro použití mimo vizuální dosah (BVRAAM), vyvíjená americkou společností Lockheed Martin. Na programu se rovněž přímo podílí americké letectvo. Je považována za možnou náhradu řízené střely AIM-120 AMRAAM. Oproti ní má mít při stejné velikosti výrazně větší dolet. Podrobnosti o střele, její konstrukci a výkonech, jsou předmětem utajení. Střelu budou moci bojové letouny F-22 Raptor a F-35 Lightning II nést ukrytou ve vnitřních šachtách.

## Vývoj
Práce na střele začaly v letech 2016–2017. První informace o programu se objevily roku 2019, kdy již byly hotovy některé konstrukční práce. V té době bylo uvedeno, že střela bude nejprve integrována do výzbroje stíhacího letounu F-22 Raptor a námořního bojového letounu F/A-18E/F Super Hornet, později též bojového letounu F-35 Lightning II. Počátečních operačních schopností měla dosáhnout roku 2021. V květnu 2023 bylo oznámeno, že vývoj střely je téměř dokončen a hotové střely budou jednotkám dodány do konce roku.